# Nachtlamp (boek)
Nachtlamp (Engels: Night Lamp) is een sciencefictionroman van de Amerikaanse schrijver Jack Vance. Het boek beschrijft de zoektocht van een jongen met geheugenverlies naar zijn afkomst en ouders.

## Het verhaal
Jaro is als jong kind op de wereld Camberwell gevonden door de Faths, antropologen. Zij redden hem van een groep boerenjongens die bezig was hem in elkaar te slaan tot de dood erop zou volgen. Jaro is op sterven na dood door de mishandeling en heeft een ernstig psychologisch trauma. De doktoren besluiten dat ze hem alleen kunnen redden door de oorzaak van dit trauma weg te nemen en wissen daarom zijn geheugen. De Faths nemen Jaro mee naar hun wereld Gallingdale, en voeden hem op als hun zoon. Toch blijft Jaro een verlangen houden zijn verleden uit te zoeken en wil daarom ruimtevaarder worden.
Gallingdale is een wereld waar alles draait om verenigingen. Carrière maken gaat hand in hand met het opklimmen naar steeds ambitieuzere verenigingen en het bijbehorende netwerken ("de schappen beklimmen"). Niet-leden worden "nixo's" genoemd en bereiken soms wel wat op met name academisch gebied, maar zullen nooit topposities bereiken, althans niet op Gallingdale. Wie zich "boven zijn stand" begeeft, bijvoorbeeld door zich met leden van te ambitieuze verenigingen in te laten, wordt minachtend als "schmeltzer" betiteld (vooral als deze schmeltzer zelf een nixo is). De Faths zijn beiden nixo's, en ook Jaro interesseert zich niet voor de verenigingen omdat hij ruimtevaarder wil worden. De Faths hebben echter liever dat hij een academische carrière nastreeft.
Jaro wordt op school een buitenbeentje omdat hij niet lid wil worden van (jeugd)verenigingen. Men laat hem links liggen, op twee meisjes na. De ene, Skirlet Hutsenreiter, is dochter van een decaan aan de universiteit. Ze is lid van de meest prestigieuze vereniging die er is: de Mosseltaarten (het lidmaatschap van deze vereniging is namelijk erfelijk). Lyssel is een mooi blond meisje, dat vreemd genoeg belangstelling voor Jaro vertoont, hoewel ze een echte streber is en liever met verenigingsleden omgaat om zelf hogerop te komen. Jaro wordt om deze reden door Lyssels vrienden voor schmeltzer uitgemaakt en zelfs in elkaar geslagen. Ook van belang is zijn vriendschap met Tawn Maihac, een ruimtevaarder.
Na Jaro's eindexamen komen beide Faths om bij een incident op een antropologencongres. Jaro is de enige erfgenaam. Lyssel toont ineens weer belangstelling voor Jaro en tracht hem zelfs te verleiden. Uiteindelijk blijkt de ware reden het huis van de Faths te zijn, dat op waardevolle grond staat, en dat Lyssels familie graag wil kopen. Ook een N.V., Lumilar Vistas, toont interesse. Jaro laat zich door Tawn Maihac bijstaan, waarop ze het huis weten te ruilen voor een duur ruimteschip, waarmee Jaro zijn wens kan uitvoeren om zijn verleden te achterhalen. Jaro intensiveert zijn vriendschap met Skirlet, met wie hij een relatie krijgt. Naar Lyssel kijkt hij niet meer om.
Tawn blijkt Jaro's vader te zijn. Zijn moeder was Jamiel, een edelvrouwe van de stad Romarth op de planeet Fader bij de ster Nachtlamp. Tawn was jaren geleden op de planeet verzeild geraakt, wat de heer Asrubal van Urd niet zinde. Asrubal had namelijk het interstellaire handelsmonopolie op de afgelegen planeet, dat Tawn doorbreekt door de notabelen van Romarth handelsbetrekkingen aan te bieden. Daarom probeerde hij Tawn, Jamiel en ook hun tweeling Jaro en Garlet te laten verdwijnen. Een eerste poging mislukt en komt Asrubal op een schadevergoeding te staan omdat in diens opdracht ook Tawns ruimteschip verwoest was. Bij een poging uit Romarth te ontsnappen weet Asrubal echter Garlet te grijpen en Tawn aan barbaren uit te leveren. Jamiel ontsnapt met Jaro naar Camberwell, maar wordt daar door Asrubal gegrepen en vermoord. Vlak voor haar dood heeft ze echter een sterke hypnotische suggestie bij Jaro achtergelaten. Jaro vlucht om uiteindelijk door boerenjongens in elkaar te worden geslagen en te worden gevonden door de Faths. Tawn weet uiteindelijk aan de barbaren te ontsnappen na 3 harde jaren, waarna Jaro weet te traceren naar Gallingdale. Ook Asrubals handlangers weten Jaro terug te vinden, maar omdat de jongen blijkbaar zijn geheugen is kwijtgeraakt, acht Asrubal het niet nodig hem te doden.
Tawn, Jaro en Skirlet reizen naar Romarth op Fader. De bewoners, Roum genaamd, zijn een volk dat zich niet met werken bezighoudt. Daarvoor hebben ze hun genetisch gemanipuleerde dienaren. Ze geven meer om feesten, erotiek, kunst en riddergevechten en -toernooien. Deze decadentie heeft hen elke prikkel tot vernieuwing ontnomen, waardoor Asrubal zijn monopolie kon exploiteren. Deze is uiteraard niet blij het gezelschap te zien. Er volgt een rechtszaak tegen Asrubal. Te elfder ure weet Jaro zijn tweelingbroer, Garlet, te ontdekken, die zijn hele leven in een kerker was opgesloten. Dit is op het nippertje, want Asrubal had zijn dienaren reeds opdracht gegeven Garlet te doden. Asrubal blijkt, naast de moord op Jamiel en de misdrijven tegen Garlet en Tawn, ook schuldig te zijn aan grootschalige verduistering. Hij wordt tot de gifbeker veroordeeld, die hij waardig inneemt.
De opsluiting heeft Garlet echter krankzinnig gemaakt, en in een poging van hem om Jaro te vermoorden wordt het kweekcentrum voor de genetisch gemanipuleerde dienaren beschadigd. Omdat de Roum niet werken, heeft niemand meer de kennis het te repareren. Tawn stelt de Roum voor een eind te maken aan hun afzondering, en toerisme te bevorderen. Jaro en Skirlet trouwen, waardoor Jaro meteen een Mosseltaart wordt.